# Siméon Stylite le Jeune
Pour les articles homonymes, voir Saint Siméon.
Siméon Stylite le Jeune (né vers 521 à Antioche - mort en 592 près d'Antioche) est un saint de l’Église orthodoxe et des Églises catholiques orientales ainsi que de l'Église de rite latin. Comme Siméon le stylite, il a passé l'essentiel de sa vie sur une colonne, d'où son surnom de stylite. Et c'est pour le différencier de ce dernier qu'on le qualifie communément « Siméon stylite le Jeune ».

## Biographie
Son père était natif d'Édesse. Quant à sa mère, Marthe d'Antioche (en) — qui est également honorée comme sainte — elle était très pieuse, et elle a probablement encouragé son fils à embrasser la vie monastique. Siméon semble s'être adonné très tôt à des pratiques d'austérité, et c'est ainsi qu'il rejoint une communauté de moines ascètes qui vivent sous la direction d'un maître spirituel stylite répondant au nom de Jean. Siméon s'adonne également à cette pratique, sans doute très jeune puisqu'il mentionne dans une lettre qu'il a perdu ses dents de lait sur cette colonne,. Il passera 68 ans sur des colonnes (leur emplacement changera), dont les huit premières à proximité de la colonne de son maître,. À la mort de ce dernier, le patriarche d'Antioche et l'évêque de Séleucie le font diacre. 
Par la suite, Siméon poursuivit ses austérités, ne vivant « que de branches d'un certain arbre, qui croît sur la montagne ». Plus tard, il est ordonné prêtre, et ses disciples devront grimper sur une échelle pour recevoir de lui la communion. On lui attribue aussi un certain nombre de miracles, comme c'est le cas pour d'autres stylites. Dans plusieurs cas, la guérison aurait été obtenue par des images représentant Siméon. Vers la fin de sa vie, il se retira sur une colonne, dans les environs d'Antioche, au pied d'une montagne qui reçut le nom de « Mont des merveilles ». C'est là qu'il mourut le 24 mai 592.
C'est un saint chrétien fêté communément le 24 mai.

## Œuvres
Plusieurs écrits sont attribués à Siméon le jeune, dont différents traités spirituels. Il existe également une Apocalypse et des lettres aux empereurs Justinien et Justin II. Siméon était tout particulièrement connu pour un certain nombre d'hymnes liturgiques.